# Anton Schaller
Anton Schaller (* 11 de octubre de 1944 en Nottwil, Suiza) es un periodista y político suizo.
Schaller fue último presidente del partido de la Alianza de los Independientes y miembro del Consejo Nacional de Suiza en 1999.